# Volldampf (Erlebnispark Tripsdrill)
Volldampf ist eine Stahlachterbahn vom Modell Family Boomerang des Herstellers Vekoma im Erlebnispark Tripsdrill in Cleebronn in Baden-Württemberg, die am 26. Juni 2020 eröffnet wurde. Im gleichen Jahr wurde dort auch die Achterbahn Hals-über-Kopf eröffnet.
Der Shuttle Coaster erreicht eine Höhe von 22 m. Die Thematisierung der Bahn bezieht sich auf das Volkslied Auf de schwäbsche Eisebahne, welches auch in der Station gespielt wird. Der Zug der Bahn ist dabei im Stile einer Dampflokomotive mit mehreren Zugabteilen gestaltet.

## Zug
Volldampf besitzt einen Zug mit zehn Wagen. In jedem Wagen können nebeneinander zwei Personen sitzen.